# Tony Kaye
Tony Kaye (Londres, 8 de julho de 1952) é um diretor de cinema, videoclipes, anúncios e documentários britânico.
Kaye já dirigiu videoclipes como "Runaway Train" da Soul Asylum, vencedor do Grammy Award; "Dani California" do Red Hot Chili Peppers; "What God Wants" de Roger Waters; e "Help Me" e "God's Gonna Cut You Down" de Johnny Cash. Kaye já foi indicado seis vezes para o Grammy. Venceu em 2006 por God's Gonna Cut You Down com participações especiais de Bono, Johnny Depp, Kanye West, Patti Smith, Terrence Howard, Iggy Pop, Dixie Chicks, Brian Wilson, Woody Harrelson, Keith Richards, Chris Martin, Sharon Stone, Lisa Marie Presley, Flea, Chris Rock, Justin Timberlake, Kate Moss, Peter Blake, Sheryl Crow, Dennis Hopper, Mick Jones e Jay-Z.
Sua estreia como diretor de cinema foi em American History X (1998), um drama sobre racismo protagonizado por Edward Norton e Edward Furlong. Norton foi indicado para o Oscar de Melhor Ator por sua atuação.
Nas edições de American History X, Kaye e Edward Norton discutiram durante as filmagens, pois Kaye reduziu as 200 horas de filmagens para 87 minutos. Norton assumiu as edições e Kaye perdeu o crédito na película. Kaye também quebrou uma regra de ouro em Hollywood ao trazer esta ocorrência a público. A política e ética de Hollywood que não permite que comentem fatos dentro dos estúdios, ninguém pode reclamar de nínguém, somente são permitidos elogios. Este fato colocou Tony Kaye na geladeira por vários anos, nenhum estúdio o chamou para dirigir seus filmes.
Kaye não pôde concluir seu segundo filme, Black Water Transit (2009) que tinha Laurence Fishburne, Karl Urban, Brittany Snow e Stephen Dorff.
Em 2011, lançou Detachment. O filme é um drama surrealista sobre o declínio do sistema de ensino em escolas americanas.
Kaye também produziu documentários, como Lake of Fire, que abriu o Festival de Toronto com muitos aplausos em setembro de 2006. Esteve entre os quinze pré-indicados ao Oscar de Melhor Documentário na cerimônia de 2008. Foi ainda indicado no Independent Spirit Awards, Chicago Film Critic Association Awards e Satellite Awards.
Também dirigiu o curta This Is Not Sex, protagonizado por Seth Rogen e Elizabeth Banks (de Zack and Miri Make a Porno).

## Filmografia
- American History X (1998)
- Lake of Fire (2006) (documentário)
- Black Water Transit (2009)
- Detachment (2011)